# Hermann Anschütz
Pour les articles homonymes, voir Anschütz.
Hermann Anschütz, né le 12 octobre 1802 à Coblence et mort le 30 août 1880 à Munich, est un peintre allemand d'origine prussienne.

## Biographie
Hermann Anschütz naît le 12 octobre 1802 à Coblence.
Il fait ses premières études à Coblence, mais se rend ensuite à l'académie de Dresde. Il y est admis à l'atelier de Ferdinand Hartmann, peintre de sujets historiques et de portraits. Vers 1822, il s'installe à l'académie des beaux-arts de Düsseldorf.
Il meurt le 30 août 1880 à Munich.